# Дезио
Дезио (итал. Desio) је насеље у Италији у округу Монца и Бријанца, региону Ломбардија.
Према процени из 2011. у насељу је живело 40337 становника. Насеље се налази на надморској висини од 198 м.

## Становништво
| 1936.  | 1951.  | 1961.  | 1971.  | 1981.  | 1991.  | 2001.  | 2011.  |
| ------ | ------ | ------ | ------ | ------ | ------ | ------ | ------ |
| 13.499 | 16.824 | 23.750 | 30.499 | 33.282 | 34.085 | 35.069 | 40.397 |